# Xanthocryptus tosquineti
Xanthocryptus tosquineti är en stekelart som först beskrevs av Cameron 1911.  Xanthocryptus tosquineti ingår i släktet Xanthocryptus och familjen brokparasitsteklar. Inga underarter finns listade i Catalogue of Life.